# アトレチコ・ゴイアニエンセ
アトレチコ・ゴイアニエンセ（ポルトガル語: Atlético Goianiense）は、ブラジル・ゴイアス州ゴイアニアをホームタウンとする、カンピオナート・ブラジレイロに加盟するプロサッカークラブ。正式名称はアトレチコ・クルーベ・ゴイアニエンセ (Atlético Clube Goianiense) 。アトレチコ-GO (Atlético-GO) と表記されることもある。チーム名のゴイアニエンセは「ゴイアス州の」を意味するポルトガル語で、「GO」はゴイアス州の略称である。
チームの愛称・マスコットは竜（Dragão）である。

## 概要
ゴイアスEC、ヴィラ・ノヴァFCと共にゴイアス州を代表するクラブとして知られ、州選手権でも多くの優勝経験がある。
2003年にカンピオナート・ゴイアーノ（州選手権）の2部に降格するも、2005年に1部復帰を果たす。その後、短期間で実力をつけ、2007年には州選手権1部で優勝、2008年にはカンピオナート・ブラジレイロ・セリエCで優勝する。2009年には昇格わずか1年でセリエBの4位に入り、23年ぶりの国内のカンピオナート・ブラジレイロ・セリエA復帰となる昇格を果たす。

## 歴史

### 設立と初期の歴史
1937年4月2日にゴイアニア市で設立された。このクラブは、ゴイアス州で3番目に古いサッカークラブであり、カンピーナス地区を代表する存在として知られている。設立には、初代評議会会長のニカノール・ゴルド、アルベルト・アルヴェス・ゴルド、アフォンソ・ゴルドの兄弟、初代ゴールキーパーのエドソン・エルマノらが関わった。初代会長はアントニオ・アッキオリで、後に命名されたエスタジオ・アントニオ・アッキオリの土地取得に尽力した。

### ゴイアス州選手権での成功
クラブは1944年に開催された初のゴイアス州選手権で優勝し、州初の公式チャンピオンとなった。この大会には、ゴイアニアEC、ヴィラ・ノヴァFC、ゴイアスEC、カンピナスECが参加していた。
1957年には無敗で州選手権を制し、同年に開催されたトルネイオ・ドス・インヴィクトスでも優勝を果たした。
1971年、クラブはトルネイオ・ダ・インテグラサォン・ナシオナウで優勝し、決勝でAAポンチ・プレッタを破った。この大会は、一部のサッカー史家によって1971年のブラジル選手権セリエBに相当するタイトルとみなされており、クラブは現在、ブラジルサッカー連盟（CBF）に対し公式な承認を求めている。

### 全国大会での躍進
1990年、クラブはカンピオナート・ブラジレイロ・セリエCで優勝し、決勝のPK戦でアメリカ・ミネイロを下した。これがクラブにとって初の全国タイトルとなった。

### 苦難と復活
2000年代初頭、クラブは困難な時期を迎えた。2001年、エスタジオ・アントニオ・アッキオリがショッピングモールの建設のために取り壊される危機に瀕したが、ファンやクラブ幹部の反対運動により計画は中止され、スタジアムは再建された。
2003年には州選手権で最下位となり、翌年の州2部リーグに降格したが、2005年にゴイアス州選手権2部で優勝し、1部復帰を果たした。2006年には州選手権決勝でゴイアスECと対戦し、3万6千人以上の観客が集まったエスタジオ・セーハ・ドウラーダでの試合は、クラブの復活を象徴する一戦となった。
2010年には、23年ぶりにカンピオナート・ブラジレイロ・セリエAに復帰。
2016年にはカンピオナート・ブラジレイロ・セリエBで初優勝を飾り、翌年のセリエA昇格を果たした。

### 国際舞台と近年の成功
2022年、クラブはコパ・スダメリカーナでクラブ史上最高の成績を収めた。2021年のセリエAで9位となり出場権を獲得した同大会では、ホームスタジアムが南米サッカー連盟（CONMEBOL）の基準を満たさなかったため、試合はエスタジオ・セーハ・ドウラーダで行われた。グループFを無敗で首位通過し、決勝トーナメントではパラグアイのクルブ・オリンピア（3度のコパ・リベルタドーレス優勝クラブ）をPK戦で破り、準々決勝ではウルグアイのナシオナル・モンテビデオを4-0の合計スコアで下した。準決勝ではサンパウロFCと対戦し、1stレグを3-1で勝利したが、2ndレグで0-2と敗れ、PK戦の末に敗退した。同年のコパ・ド・ブラジルでも準々決勝に進出し、コリンチャンスに合計4-3で敗れたが、クラブ史上最高の成績を記録した。
2024年、クラブは歴史的な快挙を達成した。ゴイアス州選手権で15連勝を記録し、決勝1stレグは2-0、2ndレグは3-1でライバルのヴィラ・ノヴァを下し3年連続優勝を達成、クラブは通算18回目の州選手権タイトルを獲得した。なお、この試合のチケットは5時間で完売し、スタジアムは満員のサポーターで埋め尽くされた。

## タイトル

### 国内タイトル
- カンピオナート・ブラジレイロ・セリエB : 1回
  - 2016
- カンピオナート・ブラジレイロ・セリエC : 2回
  - 1990, 2008
- カンピオナート・ゴイアーノ : 13回
  - 1944, 1947, 1949, 1955, 1957, 1964, 1970, 1985, 1988, 2007, 2010, 2011, 2014

### 国際タイトル
なし

## 過去の成績
| セリエA優勝 | セリエA準優勝 | 上位リーグ昇格 | 下位リーグ降格 |
| シーズン | リーグ  | 順位 | 勝点 | 試合数 | 勝 | 分 | 敗 | 得点 | 失点 |
| -------- | ------- | ---- | ---- | ------ | -- | -- | -- | ---- | ---- |
| 2007     | セリエC | 6位  | 54   | 32     | 15 | 9  | 8  | 50   | 31   |
| 2008     | セリエC | 1位  | 68   | 32     | 21 | 5  | 6  | 84   | 30   |
| 2009     | セリエB | 4位  | 65   | 38     | 20 | 5  | 13 | 73   | 53   |
| 2010     | セリエA | 16位 | 42   | 38     | 11 | 9  | 18 | 51   | 57   |
| 2011     | セリエA | 13位 | 48   | 38     | 12 | 12 | 14 | 50   | 45   |
| 2012     | セリエA | 19位 | 30   | 38     | 7  | 9  | 22 | 37   | 67   |
| 2013     | セリエB | 16位 | 44   | 38     | 12 | 8  | 18 | 42   | 51   |
| 2014     | セリエB | 7位  | 59   | 38     | 17 | 8  | 13 | 54   | 49   |
| 2015     | セリエB | 14位 | 46   | 38     | 11 | 13 | 14 | 36   | 46   |
| 2016     | セリエB | 1位  | 76   | 38     | 22 | 10 | 6  | 60   | 35   |
| 2017     | セリエA |      |      |        |    |    |    |      |      |

## 歴代監督
- アジウソン・バティスタ 2012
- マルセロ・シャムスカ 2015
- / 呂比須ワグナー 2014, 2016

## 歴代所属選手

### DF
- レオナルド 2013-

### MF
- アナイウソン 2007-2011
- ヴィトール・ジュニオール 2011
- アドリアーノ 2011-

### FW
- バウタザール 1978-1979
- トゥーリオ・マラヴィーリャ 2003
- ノナト 2008
- ワシントン 2010